# Amomum
Amomum (lat. Amomum),  rod aromatičnog bilja iz tropske i suptropske Azije i Queenslanda. Pripada porodici Zingiberaceae, smješten u tribus Alpinieae. Postoji 113 vrsta
Riječ potječe od latinskog amomum, što je latinizacija grčkog ἄμωμον (amomon), vrste indijske začinske biljke.

## Vrste
1. Amomum alborubellum K.Schum. & Lauterb.
2. Amomum ampliflorum Y.H.Tan & H.B.Ding
3. Amomum andamanicum V.P.Thomas, Dan & M.Sabu
4. Amomum apiculatum K.Schum.
5. Amomum aquaticum Raeusch.
6. Amomum argyrophyllum Ridl.
7. Amomum bicornutum Ridl.
8. Amomum bilabiatum S.Sakai & Nagam.
9. Amomum billburttii Škorničk. & Hlavatá
10. Amomum biphyllum (Saensouk & P.Saensouk) Škorničk. & Hlavatá
11. Amomum bungoensis Aimi Syaz. & Meekiong
12. Amomum calcicola Lamxay & M.F.Newman
13. Amomum carnosum V.P.Thomas & M.Sabu
14. Amomum centrocephalum A.D.Poulsen
15. Amomum cephalotes Ridl.
16. Amomum chaunocephalum K.Schum.
17. Amomum chayanianum (Yupparach) Škorničk. & Hlavatá
18. Amomum chevalieri Gagnep. ex Lamxay
19. Amomum chong-eui (C.K.Lim) Škorničk. & Hlavatá
20. Amomum chryseum Lamxay & M.F.Newman
21. Amomum cinnamomeum Škorničk., Luu & H.Ð.Trần
22. Amomum corrugatum Škorničk., H.Ð.Trần & Luu
23. Amomum curtisii (Baker) Škorničk. & Hlavatá
24. Amomum dampuianum V.P.Thomas, M.Sabu & Lalramngh.
25. Amomum dealbatum Roxb.
26. Amomum deuteramomum K.Schum.
27. Amomum diphyllum (K.Schum.) Škorničk. & Hlavatá
28. Amomum dolichanthum D.Fang
29. Amomum echinatum Willd.
30. Amomum elan (C.K.Lim) Škorničk. & Hlavatá
31. Amomum erythranthum Y.H.Tan & H.B.Ding
32. Amomum exertum (Scort.) Škorničk. & Hlavatá
33. Amomum flavorubellum K.Schum. & Lauterb.
34. Amomum foetidum Boonma & Saensouk
35. Amomum fragile S.Q.Tong
36. Amomum fragrans Škorničk. & Hlavatá
37. Amomum garoense S.Tripathi & V.Prakash
38. Amomum glabrum S.Q.Tong
39. Amomum globba J.F.Gmel.
40. Amomum gymnopodum K.Schum.
41. Amomum hainanense Y.S.Ye, J.P.Liao & P.Zou
42. Amomum hochreutineri Valeton
43. Amomum hypoleucum Thwaites
44. Amomum johorense (C.K.Lim) Škorničk. & Hlavatá
45. Amomum kerbyi (R.M.Sm.) Škorničk. & Hlavatá
46. Amomum kingii Baker
47. Amomum kwangsiense D.Fang & X.X.Chen
48. Amomum lacteum Ridl.
49. Amomum lagarophyllum Škorničk. & Hlavatá
50. Amomum laoticum Gagnep.
51. Amomum latiflorum (Ridl.) Škorničk. & Hlavatá
52. Amomum limianum (Picheans. & Yupparach) Škorničk. & Hlavatá
53. Amomum longipes Valeton
54. Amomum longipetiolatum Merr.
55. Amomum lutescens Luu & Škorničk.
56. Amomum luzonense Elmer
57. Amomum macrodons Scort.
58. Amomum maximum Roxb.
59. Amomum meghalayense V.P.Thomas, M.Sabu & Sanoj
60. Amomum menglaense S.Q.Tong
61. Amomum mengtzense H.T.Tsai & P.S.Chen
62. Amomum miriflorum Škorničk. & Q.B.Nguyen
63. Amomum mizanianum (C.K.Lim) Škorničk. & Hlavatá
64. Amomum monophyllum Gagnep.
65. Amomum nagamiense V.P.Thomas & M.Sabu
66. Amomum nemorale (Thwaites) Trimen
67. Amomum nimkeyense M.Sabu, Hareesh, Tatum & A.K.Das
68. Amomum odontocarpum D.Fang
69. Amomum odoratum Škorničk. & Aver.
70. Amomum pauciflorum Baker
71. Amomum pellitum Ridl.
72. Amomum petaloideum (S.Q.Tong) T.L.Wu
73. Amomum plicatum Lamxay & M.F.Newman
74. Amomum poonsakianum (Picheans. & Yupparach) Škorničk. & Hlavatá
75. Amomum pratisthana J.Sarma, S.Dey, C.K.Salunkhe & Barbhuiya
76. Amomum prionocarpum Lamxay & M.F.Newman
77. Amomum procurrens Gagnep.
78. Amomum pterocarpum Thwaites
79. Amomum puberulum (Ridl.) Škorničk. & Hlavatá
80. Amomum purpureorubrum S.Q.Tong & Y.M.Xia
81. Amomum putrescens D.Fang
82. Amomum queenslandicum R.M.Sm.
83. Amomum ranongense (Picheans. & Yupparach) Škorničk. & Hlavatá
84. Amomum raoi V.P.Thomas & M.Sabu
85. Amomum repoeense Pierre ex Gagnep.
86. Amomum riwatchii M.Sabu & Hareesh
87. Amomum robertsonii Craib
88. Amomum rugosum (Y.K.Kam) Škorničk. & Hlavatá
89. Amomum sabuanum V.P.Thomas, Nissar & U.Gupta
90. Amomum schistocalyx Y.H.Tan & H.B.Ding
91. Amomum schlechteri K.Schum.
92. Amomum sericeum Roxb.
93. Amomum siamense Craib
94. Amomum slahmong (C.K.Lim) Škorničk. & Hlavatá
95. Amomum smithiae (Y.K.Kam) Škorničk. & Hlavatá
96. Amomum spathilabium Kaewsri
97. Amomum stenocarpum Valeton
98. Amomum stenosiphon K.Schum.
99. Amomum subcapitatum Y.M.Xia
100. Amomum subulatum Roxb.
101. Amomum sumatranum (Valeton) Škorničk. & Hlavatá
102. Amomum tephrodelphys K.Schum.
103. Amomum terminale Ridl.
104. Amomum tibeticum (T.L.Wu & S.J.Chen) X.E.Ye, L.Bai & N.H.Xia
105. Amomum trianthemum K.Schum.
106. Amomum trichanthera Warb.
107. Amomum trilobum Gagnep.
108. Amomum unifolium Gagnep.
109. Amomum velutinum X.E.Ye, Škorničk. & N.H.Xia
110. Amomum wandokthong (Picheans. & Yupparach) Škorničk. & Hlavatá
111. Amomum warburgianum K.Schum. & Lauterb.
112. Amomum warburgii (K.Schum.) K.Schum.
113. Amomum yingjiangense S.Q.Tong & Y.M.Xia

## Sinonimi
- Cardamomum Rumph. ex Kuntze
- Elettariopsis Baker
- Geocallis Horan.
- Paramomum S.Q.Tong
- Torymenes Salisb.
- Zedoaria Raf.